# Guglielmo Burelli
Guglielmo Burelli (ur. 30 czerwca 1936 w Vicenzy) – włoski piłkarz, grający na pozycji obrońcy.

## Kariera piłkarska
Wychowanek klubu Lanerossi Vicenza, w barwach którego w 1956 rozpoczął karierę piłkarską. W 1960 bronił barw Juventusu. Następnie do 1966 występował w klubach Bologna, Udinese i Varese. W 1967 zakończył karierę piłkarską w kanadyjskim Toronto Falcons.

## Sukcesy i odznaczenia

### Sukcesy klubowe
Juventus
- mistrz Włoch (1x): 1960/61